# Episodi di Disjointed
La prima e unica stagione della serie televisiva Disjointed, composta da 20 episodi, è stata resa disponibile sul servizio di streaming on demand Netflix in due parti separate pubblicate il 25 agosto 2017 e il 12 gennaio 2018.
| n°            | Titolo originale                              | Titolo italiano                       | Pubblicazione USA | Pubblicazione Italia |
| Prima parte   | Prima parte                                   | Prima parte                           | Prima parte       | Prima parte          |
| ------------- | --------------------------------------------- | ------------------------------------- | ----------------- | -------------------- |
| 1             | Omega Strain                                  | La varietà Omega                      | 25 agosto 2017    | 25 agosto 2017       |
| 2             | Eve's Bush                                    | Il bosco di Eva                       | 25 agosto 2017    | 25 agosto 2017       |
| 3             | Rutherford B. Haze                            | Rutherford B. Haze                    | 25 agosto 2017    | 25 agosto 2017       |
| 4             | Erschreckendglückseligkeit OG                 | Erschreckendglückseligkeit OG         | 25 agosto 2017    | 25 agosto 2017       |
| 5             | Schrödinger’s Pot                             | La scatola di Schrödinger             | 25 agosto 2017    | 25 agosto 2017       |
| 6             | Donna Weed                                    | Donna Weed                            | 25 agosto 2017    | 25 agosto 2017       |
| 7             | Prom Night                                    | La sera del ballo                     | 25 agosto 2017    | 25 agosto 2017       |
| 8             | Pyongyang Green                               | L'erba di Pyongyang                   | 25 agosto 2017    | 25 agosto 2017       |
| 9             | Olivia's Shitballs                            | Le ca... di Olivia                    | 25 agosto 2017    | 25 agosto 2017       |
| 10            | The Worst                                     | La peggiore                           | 25 agosto 2017    | 25 agosto 2017       |
| Seconda parte |                                               |                                       |                   |                      |
| 11            | 4/20 Fantasy                                  | La fantasia del 20 aprile             | 12 gennaio 2018   | 12 gennaio 2018      |
| 12            | Helium Dream                                  | Sogno d'elio                          | 12 gennaio 2018   | 12 gennaio 2018      |
| 13            | Buds Light                                    | Germogli lite                         | 12 gennaio 2018   | 12 gennaio 2018      |
| 14            | Weed of Fortune                               | L'erba della fortuna                  | 12 gennaio 2018   | 12 gennaio 2018      |
| 15            | Travissimo Private Reserve                    | La riserva privata di Travissimo      | 12 gennaio 2018   | 12 gennaio 2018      |
| 16            | B.Y.O.P.F.U.                                  | P.L.T.M                               | 12 gennaio 2018   | 12 gennaio 2018      |
| 17            | Emperor Shennong                              | Imperatore Shennong                   | 12 gennaio 2018   | 12 gennaio 2018      |
| 18            | A-A-R-Pot                                     | AAR-Can                               | 12 gennaio 2018   | 12 gennaio 2018      |
| 19            | Dr. Dankerson's Revivifying Wellness Tincture | La tintura rinvigorente del dottor D. | 12 gennaio 2018   | 12 gennaio 2018      |
| 20            | Main Street, USA                              | Main Street, USA                      | 12 gennaio 2018   | 12 gennaio 2018      |